# Zonguldak
Zonguldak este un oraș din Turcia.
Se află lângă Marea Neagră, la o altitudine de 60 m deasupra nivelului mării. Are o suprafață de 272 km². Populația este de 101.749 locuitori, determinată în 1 ianuarie 2022, prin bilanț demografic[*].